# 10684 Babkina
10684 Babkina este un asteroid din centura principală de asteroizi.

## Descriere
10684 Babkina este un asteroid din centura principală de asteroizi. A fost descoperit pe 8 septembrie 1980 la Observatorul de Astrofizică din Crimeea de Liudmila Juravliova. Asteroidul prezintă o orbită caracterizată de o semiaxă mare de 2,21 ua, o excentricitate de 0,19 și o înclinație de 2,7° în raport cu ecliptica.